# 9815 Маріякірч
9815 Маріякірч (9815 Mariakirch) — астероїд головного поясу, відкритий 24 вересня 1960 року.
Тіссеранів параметр щодо Юпітера — 3,313.